# Grivac, Kostel
Grivac este o localitate din comuna Kostel, Slovenia, cu o populație de 23 de locuitori.